# 内部感覚エクスポージャー
内部感覚エクスポージャー（ないぶかんかく- Interoceptive_exposure）は認知行動療法の技法のひとつであり、パニック症の治療に用いられる 。
過呼吸や筋肉の高緊張といったパニック発作の身体感覚をもたらす行動を行い、その過程で、身体感覚によって発作が起こるという患者の条件反応を取り除くことを目指す。

## 説明
発作の前兆となる刺激に曝露されるたびに生じる、パニック発作が起こるのではないかという恐怖を取り除くことによって、内部感覚エクスポージャーを受けた患者の発作の頻度が減少する。つまり、内部感覚エクスポージャーは、発作が現実に起こることを恐れて発作が起こるという「恐怖に対する恐怖」を取り除こうとするものである 。内部感覚エクスポージャーは、恐怖を感じる状況に対して曝露する現実エクスポージャーとは対照的である。内部感覚エクスポージャーは離人感や非現実感を誘導する手段としても用いられる。

## 歴史
行動療法は、主に1950年から1970年にかけて米国と英国、南アフリカの研究者によってはじめられた。Joseph Wolpeは系統的脱感作を開発し、それが恐怖を軽減する技法の開発の端緒になった。ReissとMcNallyは、1985年に「恐怖に対する恐怖」という概念に基づく恐怖の予期モデルを開発し、これを不安感受性と呼んだ。彼らは、不安感受性がパニック症にどのように影響するかを検討し始めた初期の研究者の一人である。この理論では、不安感受性が高い人は、不安が精神疾患を引き起こしたり、心臓発作を引き起こしたり、さらに不安を生じさせたりすると考える傾向があると仮定している。
1990年代の初期の実験によって内部感覚エクスポージャーの効果に関するさまざまな結果が得られた 。21世紀を通じて、研究者がパニック症患者のための治療プロトコルを作り始めた。BarlowとCraske(2007)は、セラピストが低用量の内部感覚エクスポージャーと呼吸コントロール法を併用するという治療法を開発し、広く用いられるようになった 。しかし、低用量の内部感覚エクスポージャーとより集中的なアプローチのどちらがより効果的なのかについては、いまだに研究者の間で議論が続いている。

## 適応
心的外傷後ストレス障害や慢性閉塞性肺疾患は、パニック症とよく合併する疾患であるが、内部感覚エクスポージャーを用いて治療することができる。内部感覚エクスポージャーはパニック症の主な特徴である不安感受性を軽減することが示されており、これは全般不安症(GAD)や社会恐怖症とも関連している。

## 心的外傷後ストレス障害
内部感覚エクスポージャーがPTSDの患者に役立つのは、エクササイズの多くが個人のトラウマ体験を思い出させる役割を果たすからだと考えられている。内部感覚エクスポージャーはPTSD患者にとって高い不安反応を引き起こし、トラウマとなった出来事に将来遭遇したときの不安感度を低下させる。例えば、回転運動は、人によっては運転中の交通事故で、車が横転した時のことを思い出させるかもしれない。また、緊張訓練の後で、物理的に殴られた時のことを思い出すかもしれない（身体的暴行、娯楽施設での事故、交通事故など）。このような訓練によって、トラウマを思い出して苦痛を感じる人もいる。

## 慢性閉塞性肺疾患
パニック症は慢性閉塞性肺疾患（COPD）とよく併発することがわかっている。COPDは慢性気管支炎や肺気腫による気道の制限を伴う深刻な肺疾患である。研究によれば内部感覚エクスポージャーによる呼吸法は安全であり、COPDを改善するために用いられている既存のエクササイズと効果が同様であることが示唆されている。認知行動療法はCOPDの治療にはあまり用いられないが、最近の研究で、内部感覚エクスポージャーを含むCBTが非常に有益であることが示されている。具体的には、内部感覚エクスポージャーは呼吸困難と対になった学習された恐怖反応を減弱させ、生理的覚醒の増大と結びついた破局的認知を否定できるようにする。

## 不安感受性
全般不安症や社会恐怖症、パニック症の患者において、不安感受性が高いことを示す研究報告がある 。このことから研究者は、これらの患者にとって有益な内部感覚エクスポージャーを含む新しい治療法があるのではないかと考えている。例えば、全般不安症の患者には、カフェインを投与して思考を高ぶらせ、認知的コントロールの喪失を心配させることができる。また、社交恐怖症の人に対して、公衆の前でのスピーチの前に発汗を誘発することもできる。高い不安に関連するこれらの身体的症状を認識することは、将来、不安が実際に生じたときに、その不安を軽減するのに有益であろう。

## 実装の違い
内部感覚エクスポージャーの治療マニュアルは、どのように治療を実施すべきかについて一貫していない。患者からもセラピストからも、内部感覚エクスポージャーによる有害な結果の報告はほとんどないにもかかわらず、治療者は内部感覚エクスポージャーを適用する際に慎重であり、治療マニュアルに書いてあるやり方よりも、より短く、軽度のエクスポージャーを実施する傾向がある。

## 参照
- エクスポージャー療法(曝露療法)
- 内部感覚

## 文献
1. 1 2  “Interoceptive hypersensitivity and interoceptive exposure in patients with panic disorder: specificity and effectiveness”. BMC Psychiatry 6:  32. (2006). doi:10.1186/1471-244X-6-32. PMC 1559685. PMID 16911803.
2. ↑  Lickel J; Nelson E; Lickel A H; Brett Deacon (2008). “Interoceptive Exposure Exercises for Evoking Depersonalization and Derealization: A Pilot Study”. Journal of Cognitive Psychotherapy 22 (4):  321–30. doi:10.1891/0889-8391.22.4.321.
3. ↑  Reiss, Steven (1991). “Expectancy model of fear, anxiety, and panic”. Clinical Psychology Review 11 (2):  141–153. doi:10.1016/0272-7358(91)90092-9.
4. ↑  Barlow, David (1989). “Behavioral treatment of panic disorder”. Behavior Therapy 20 (2):  261–282. doi:10.1016/s0005-7894(89)80073-5.
5. ↑  Beck, J. Gayle; Shipherd, Jillian C. (June 1997). “Repeated exposure to interoceptive cues: does habituation of fear occur in panic disorder patients? A preliminary report”. Behaviour Research and Therapy 35 (6):  551–557. doi:10.1016/s0005-7967(97)00010-7.
6. 1 2  Deacon, Brett J.; Lickel, James J.; Farrell, Nicholas R.; Kemp, Joshua J.; Hipol, Leilani J. (2013). “Therapist perceptions and delivery of interoceptive exposure for panic disorder”. Journal of Anxiety Disorders 27 (2):  259–264. doi:10.1016/j.janxdis.2013.02.004. PMID 23549110.
7. 1 2  Barrera, Terri L.; Grubbs, Kathleen M.; Kunik, Mark E.; Teng, Ellen J. (2014). “A review of cognitive behavioral therapy for panic disorder in patients with chronic obstructive pulmonary disease: The rationale for interoceptive exposure”. Journal of Clinical Psychology in Medical Settings 21 (2):  144–154. doi:10.1007/s10880-014-9393-4. PMID 24699909.
8. ↑  Wald, Jaye; Taylor, Steven (2008). “Responses to Interoceptive Exposure in People With Posttraumatic Stress Disorder (PTSD): A Preliminary Analysis of Induced Anxiety Reactions and Trauma Memories and Their Relationship to Anxiety Sensitivity and PTSD Symptom Severity”. Cognitive Behaviour Therapy 37 (2):  90–100. doi:10.1080/16506070801969054. PMID 18470740.
9. ↑  Taylor, Steven; Zvolensky, Michael J.; Cox, Brian J.; Deacon, Brett; Heimberg, Richard G.; Ledley, Deborah Roth; Abramowitz, Jonathan S.; Holaway, Robert M. et al. (2007). “Robust dimensions of anxiety sensitivity: Development and initial validation of the Anxiety Sensitivity Index-3.”. Psychological Assessment 19 (2):  176–188. doi:10.1037/1040-3590.19.2.176. PMID 17563199.
10. 1 2  Wheaton, Michael G.; Deacon, Brett J.; McGrath, Patrick B.; Berman, Noah C.; Abramowitz, Jonathan S. (April 2012). “Dimensions of anxiety sensitivity in the anxiety disorders: Evaluation of the ASI-3”. Journal of Anxiety Disorders 26 (3):  401–408. doi:10.1016/j.janxdis.2012.01.002. PMID 22306133.

## さらに詳しく
- Deacon, B.J.; Lickel, J.J.; Farrell, N.R.; Kemp, J.J.; Hipol, L.J. (2013). “Therapist perceptions and delivery of interoceptive exposure for panic disorder”. Journal of Anxiety Disorders 27 (2):  259–264. doi:10.1016/j.janxdis.2013.02.004. PMID 23549110.
- Wheaton, M.G.; Deacon, B.J.; McGrath, P.B.; Berman, N.C.; Abramowitz, J.S. (2012). “Dimensions of anxiety sensitivity in the anxiety disorders: Evaluation of the ASI-3”. Journal of Anxiety Disorders 26 (3):  401–408. doi:10.1016/j.janxdis.2012.01.002. PMID 22306133.
- Lee, K.; Noda, Y.; Nakano, Y.; etal (2006). “Interoceptive hypersensitivity and interoceptive exposure in patients with panic disorder: specificity and effectiveness”. BMC Psychiatry 6:  32. doi:10.1186/1471-244X-6-32. PMC 1559685. PMID 16911803.